# Jacques Demierre
Jacques Demierre (Genève, 4 januari 1954) is een Zwitserse pianist en componist in de geïmproviseerde muziek.
Demierre studeerde aan de Universiteit van Genève, Conservatoire Populaire (piano, jazz-piano, elektroakoestische muziek) en aan het conservatorium van Genève (muziektheorie). Hij gaf het klassiek-pianospelen al vroeg op, om de weg in te slaan van de avant-garde-rockmuziek en jazz, om uit te komen bij de geïmproviseerde muziek.
Als pianist speelde hij met onder andere Dorothea Schürch, Radu Malfatti, Hans Koch, Martial Solal, Han Bennink, Carlos Zingaro en Ikue Mori. Hij werkt in trio's (met Lucas Niggli en Barry Guy, en met Urs Leimgruber en Barre Phillips). Ook geeft hij regelmatig soloconcerten. 
Demierre beweegt zich als componist in het grensgebied tussen jazz, vrije improvisatie en hedendaagse muziek. Als hij componeert, is hij geïnteresseerd in de vraag hoe men de gecomponeerde (genoteerde) en geïmproviseerde muziektradities kan samenbrengen. Een voorbeeld hiervan is zijn werk "Exponnoncence". In 2003 schreef hij 17, een compositie van zeventien kleine stukken, waarvan slechts de woorden de uitgangspunten voor de musici zijn.
Demierre schrijft tevens in het tijdschrift Contrechamps.

## Discografie (selectie)
- Disque (met Maurice Magnoni), Plainisphare, 1984
- Assemblance, Unit Records, 1987
- Fabrik-Songs - Improvisations sur Weill et Eisler, Plainisphare, 1989
- Musique Nucléaire (met Hervé Provini), Unit Records, 2000
- Black/White Memories, insubordinations, 2006 (netlabel, gratis te downloaden)
- Brainforest (met Barry Guy en Lucas Niggli), Intakt Records, 2006
- Avenues (met Isabelle Duthoit), Unit Records, 2008
- One is Land, Creative Sources Recordings, 2008
- Brain & Balls BBQ (met Nicolas Field, Alexandre Babel en Jonas Kocher), Creative Sources Recordings
- Breaking Stone, Tzadik Records, 2013
- The Thirty and One Pianos, Flexion Records, 2014
- 1-3-2:-1 (met Urs Leimgruber en Barre Phillips), Jazzwerkstatt, 2015